# Lory Anderson
Loreley Anderson (n. Tandil, provincia de Buenos Aires, 6 de septiembre de 1982) más conocida como Lory Anderson, es una actriz, modelo, conductora de televisión y conductora de radio paraguaya. Actualmente se desempeña como actriz de teatros.

## Biografía
Loreley más conocida como Lory, nació  el día 6 de septiembre de 1982. Su familia está compuesta por Víctor su padre, su madre Silvia y sus hermanas Sabrina y Débora. Nacida en Tandil, Argentina, durante su juventud se trasladó a Asunción junto a su familia. En Asunción sumó un hermanito más llamado Gary. Está casada con Javier Omella y tiene dos hijos: Martina y Felipe.

## Trayectoria
A los 14 años condujo su primer programa televisivo llamado “Juego de Niños” en Tevedos hoy llamado Red Guaraní y posteriormente Noticias PY. Luego de su exitoso inicio en la TV siguió con "Blats" y “Lory Club” en Unicanal, “Lory Toons”,” Lory Show” y “Código Fama” en Telefuturo. En 2005 inicia en Canal 13 la conducción del reality infantil de talentos Rojito. Luego dio un gran salto en la televisión como actriz profesional junto a Arnaldo Andre en la serie Ánimo Juan, transmitida por las pantallas de Telefuturo en 2006. En 2008 participó del concurso de baile Menchi el Show, en donde resultó tercera finalista, al año siguiente 2009 participa como actriz de Telefuturo en la ficción De mil amores junto a Nico García. En la actualidad se encuentra retirada de los medios ya que acaba de ser madre. También condujo el carnaval de Encarnación transmitido por el SNT.

## Filmografía

### Televisión
| Año  | Programa              | Personaje   | Notas                |
| ---- | --------------------- | ----------- | -------------------- |
| 2009 | De mil amores         | Diana       | personaje secundario |
| 2008 | Bailando por un sueño | Concursante | 3er Lugar            |
| 2005 | Ánimo Juan            | Priscila    | personaje secundario |